# Cacadu negru
Cacaduul negru (Probosciger aterrimus), cunoscut și sub numele de cacadu de palmier, este o specie de papagal mare, negru/fumuriu, din familia Cacatuidae, originar din Noua Guinee, Insulele Aru⁠(d) și Peninsula Cape-York din Queensland, Australia. Are o creastă de pene lungi în vârful capului, cu un cioc negru foarte mare și puternic, cu cârlige ascuțite (cu care poate deschide cu ușurință nuci și semințe), și pete proeminente roșu aprins pe obraji.

## Taxonomie

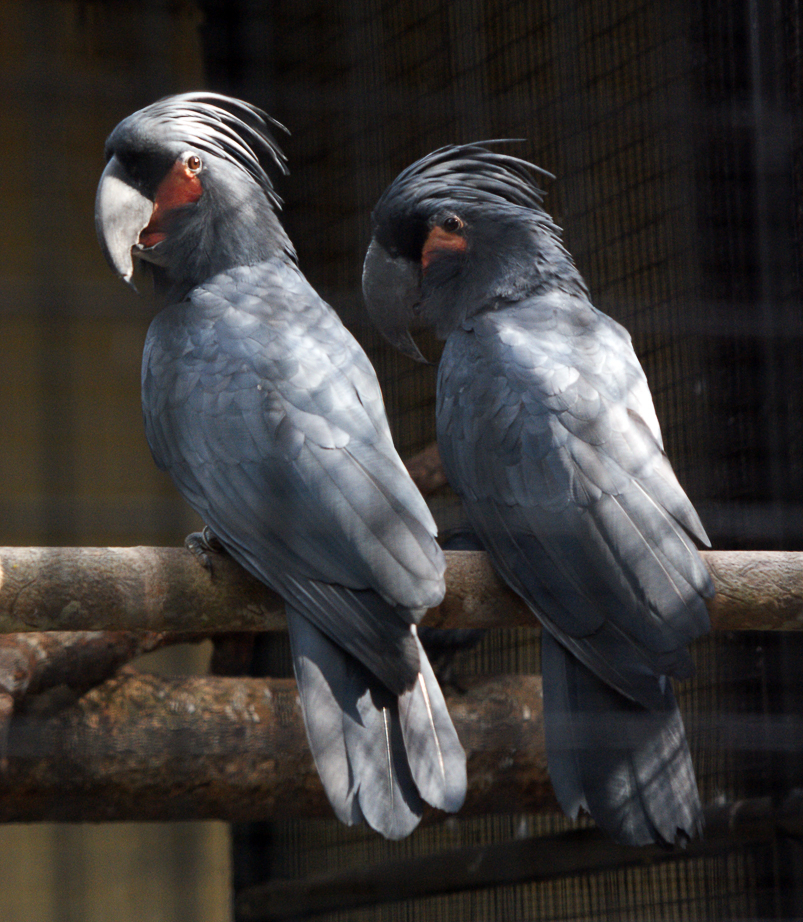
În captivitate

Cacaduul negru a fost descris oficial în 1788 de naturalistul Johann Friedrich Gmelin în ediția revizuită și extinsă a lucrării lui Carl Linnaeus, Systema Naturae, în care a clasificat pasărea alături de alți papagali din genul Psittacus și a inventat numele binomial Psittacus aterrimus. Gmelin și-a bazat descrierea pe „cacaduul negru” care fusese descris și ilustrat în 1764 de naturalistul englez George Edwards; Joan Gideon Loten îi furnizase lui Edwards un desen al păsării realizat de artistul srilankez Pieter Cornelis de Bevere; desenul original al lui de Bere se află în colecția Muzeului de Istorie Naturală din Londra.
Cacaduul negru este, în prezent, singura specie din genul Probosciger care a fost introdus de Heinrich Kuhl în 1820. Numele generic combină latinescul proboscis (care înseamnă „cioc”) cu -ger (care înseamnă „purtător”); epitetul specific aterrimus înseamnă în latina modernă „foarte negru”. Localitatea tip acceptată este Insulele Aru, mai degrabă decât „nordul Australiei”.
Sunt recunoscute patru subspecii:
- P. a. stenolophus (van Oort, 1911) – Yapen (insulele Geelvink Bay, nord-vestul Noii Guinee) și nordul, estul Noii Guinee
- P. a. goliath (Kuhl, 1820) – Insulele Raja Ampat (nord-vestul Noii Guinee), peninsula Bird's Head (nord-vestul Noii Guinee) și vestul, centrul, sud-estul Noii Guinee
- P. a. aterrimus (Gmelin, 1788) – Insulele Aru (sud-vestul Noii Guinee)
- P. a. macgillivrayi (Mathews, 1912) – sudul Noii Guinee și nordul Peninsulei Cape York, nord-estul Queensland (nord-estul Australiei)

Un studiu genetic efectuat în 2007 a constatat că divizarea în subspecii de mai sus este puțin susținută.

## Comportament

### Reproducere
Cacaduul negru depune un singur ou la fiecare doi ani și are una dintre cele mai scăzute rate de succes la reproducere raportate pentru orice specie de papagal, ceea ce este compensat de durata lor foarte lungă de viață. Un mascul a început să se împerecheze la 29 de ani la Grădina Zoologică Taronga din Sydney, iar o femelă de la Grădina Zoologică din Londra avea 40 de ani când a depus primul ou în 1966. Reproducerea are loc în golurile copacilor. Incendiile joacă un rol important în distrugerea și crearea cuiburilor. Incendiile permit colonizarea microorganismelor și termitelor, care intră în copac și încep să scobească interiorul. Ciclonii sunt importanți în etapa finală de dezvoltare a golurilor pentru cuib.
Dovezi anecdotice indică faptul că un cacadu negru a ajuns la vârsta de 80 sau 90 de ani într-o grădină zoologică din Australia, deși cel mai vârstnic individ confirmat a fost în vârstă de 56 de ani în Grădina Zoologică din Londra⁠(d) în 2000. Deși longevitatea păsărilor captive este cunoscută, durata de viață a cacaduului negru care trăiește în sălbăticie este încă necunoscută.

### Hrană
Cacaduul negru se hrănește adesea în primele ore ale zilei, cu o dietă formată în principal din fructe de palmier sălbatic (Pandanus spiralis⁠(d)) și nuci de arbore kanari (Canarium australasicum⁠(d). De asemenea, au fost văzute mâncând fructe de Eucalyptus tetrodonta și Parinari nonda, precum și semințe de Planchonia careya, Terminalia catappa și Castanospermum.

## Galerie

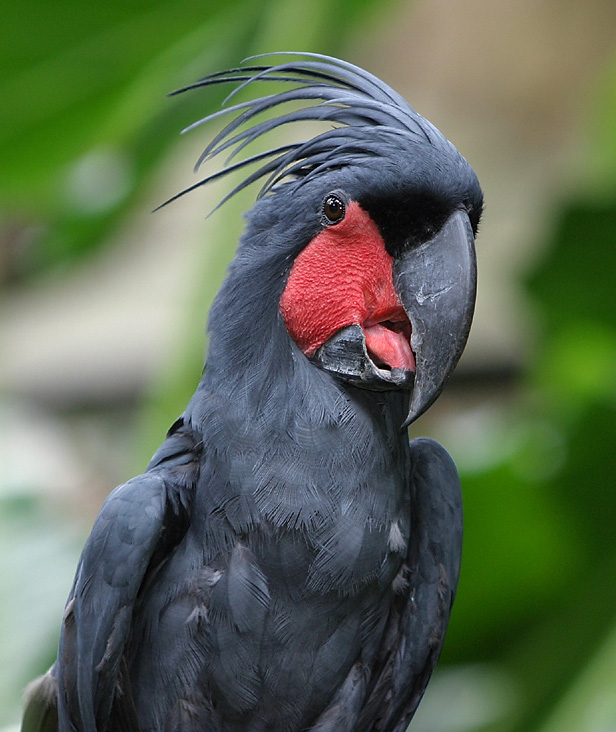
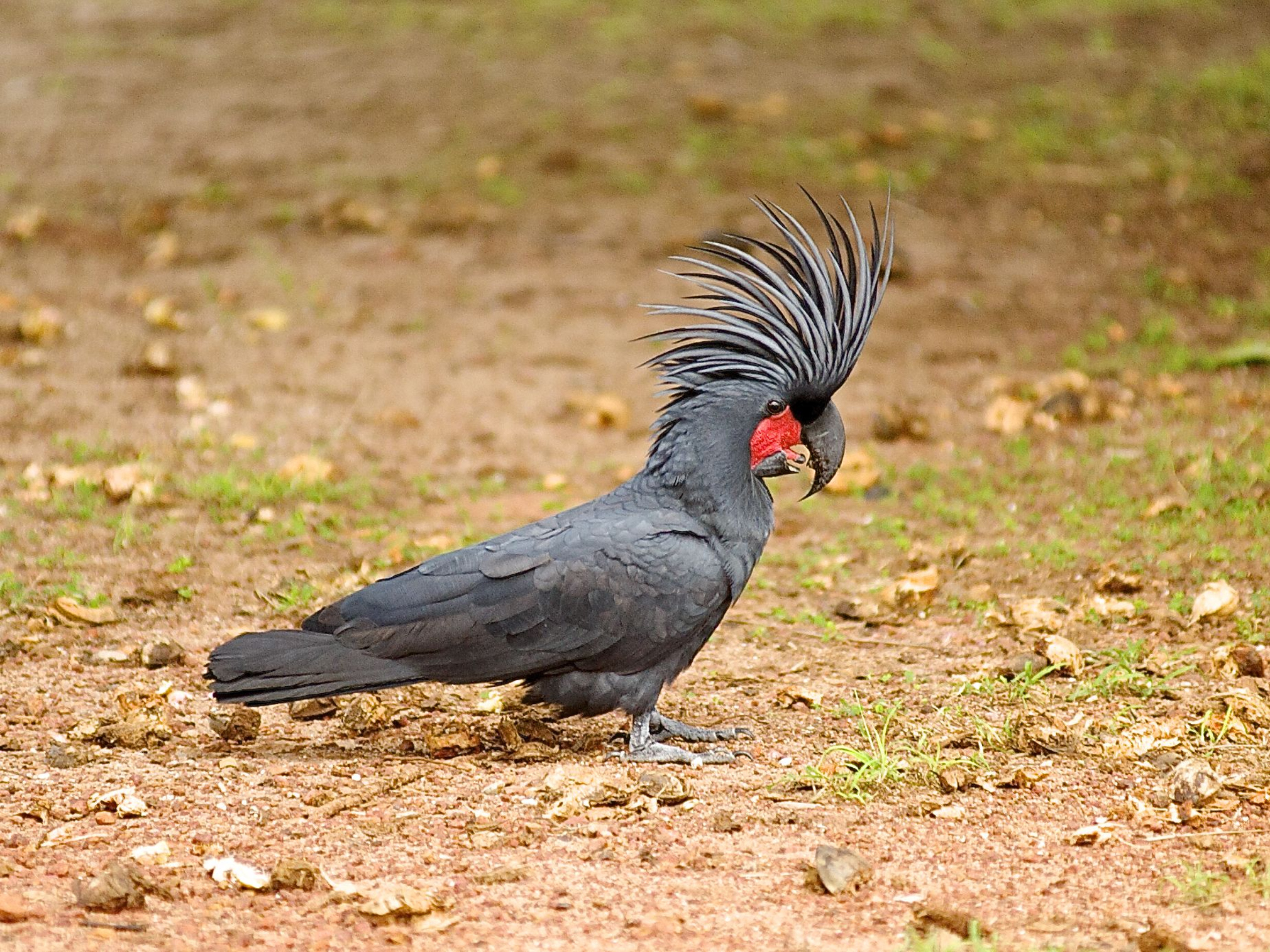
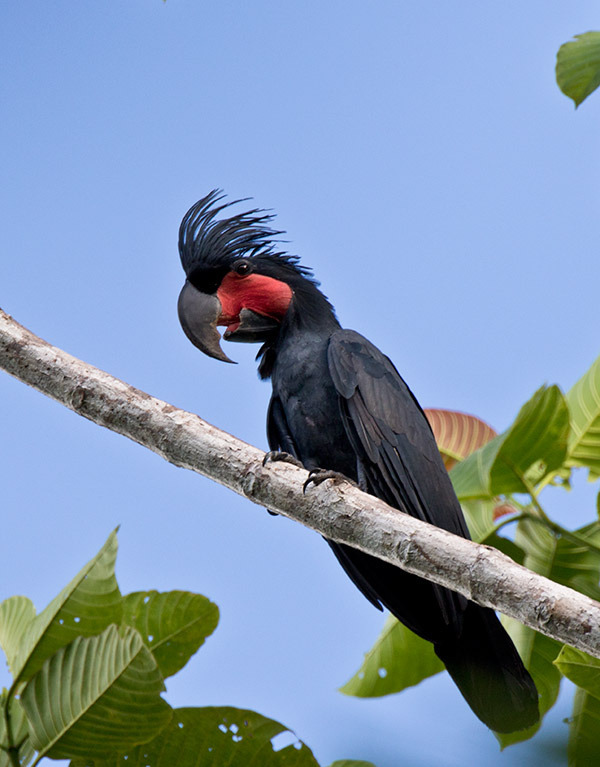
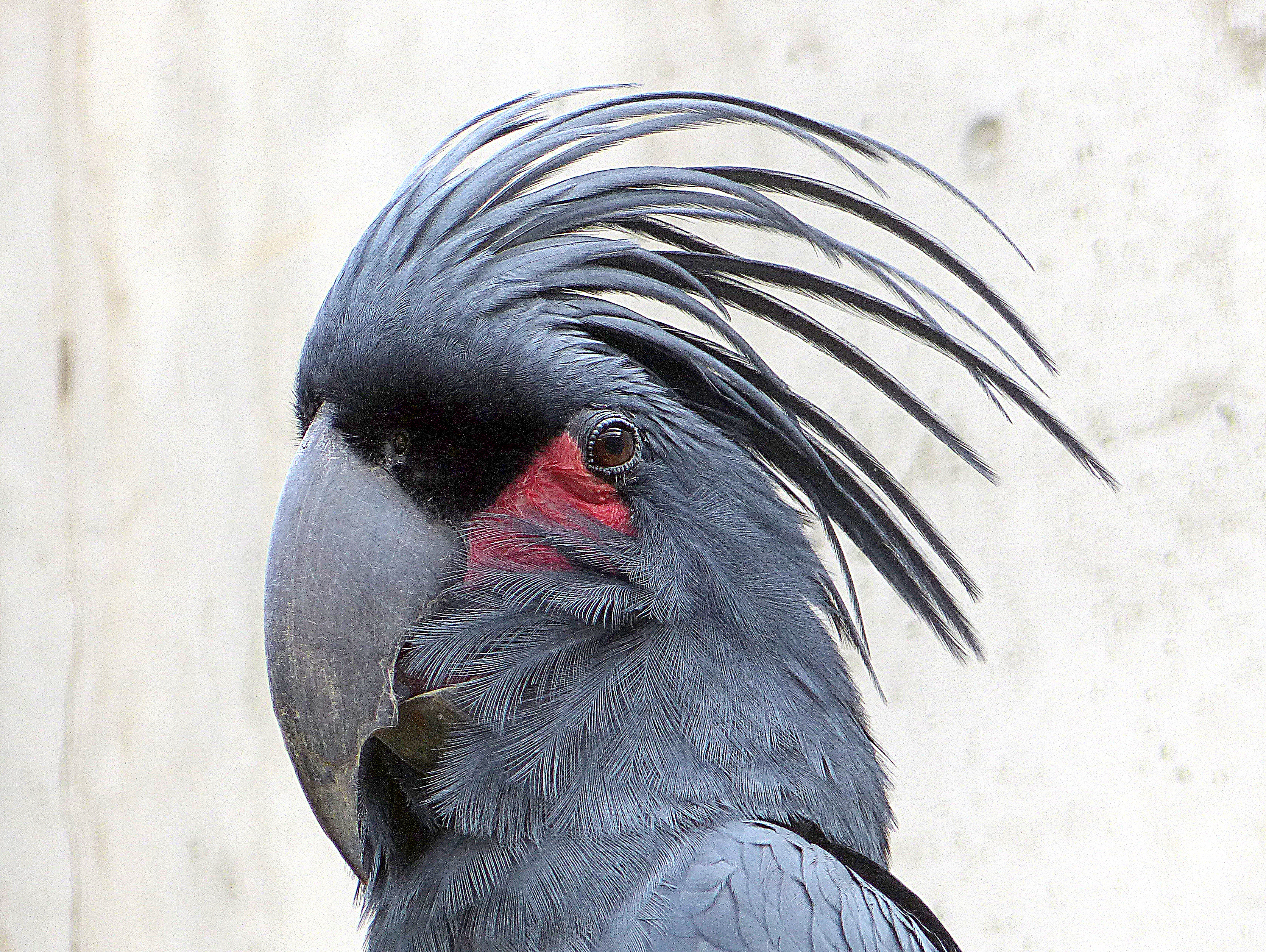